# Buinsk
Buinsk (rusky Буинск, tatarsky Буа – Bua) je město v Tatarstánu v Ruské federaci. Při sčítání lidu v roce 2010 měl přes dvacet tisíc obyvatel.

## Poloha  a doprava
Buinsk leží na Karle, levém přítoku Svijagy v povodí Volhy. Od Kazaně, hlavního města republiky, je vzdálen přibližně 140 kilometrů jihozápadně.
Přes Buinsk vede železniční trať (Kazaň –) Svijažsk – Uljanovsk – Syzraň – Saratov – Volgograd.

## Dějiny
První zmínka o Buinsku je okolo roku 1700. Městem je od roku 1780. Název města je od tatarského slova pro jez.

### Rodáci
- Vladimír Ivanovič Truseněv (1931–2001), atlet